# Gymnogramma cordreyi
Gymnogramma cordreyi là một loài dương xỉ trong họ Pteridaceae. Loài này được Hort Pynaert mô tả khoa học đầu tiên năm 1906.
Danh pháp khoa học của loài này chưa được làm sáng tỏ. 